# ORF-Bestenliste
Die ORF-Bestenliste ist eine österreichische Liste der nach Ansicht von Juroren besten literarischen Neuerscheinungen aus Österreich und der Welt.
Die Bestenliste wird seit Mai 2003 von einer Jury aus unabhängigen Literaturkritikern und Buchhändlern erstellt. Initiiert wurde sie vom ORF-Literaturjournalisten Günter Kaindlstorfer.
Einmal im Monat werden in der ORF-Sendung Matinee die Top-Ten-Bücher präsentiert. Auch die Zeit im Bild, der Ö1-Hörfunk, ORF-ON und der Teletext berichten regelmäßig über die Bücher des Monats.
Die mehr als 40 Mitglieder der Jury (Stand 2014) vergeben unabhängig voneinander für ihre persönlichen vier besten Titel 7, 5, 3 und 1 Punkte. Die vergebenen Punkte werde addiert und ergeben die Reihenfolge. Jedem Jurymitglied steht es frei, weniger (oder auch gar keinen) Titel zu nominieren. Sobald ein Titel drei Mal auf der ORF-Bestenliste gereiht wurde, kann er nicht mehr berücksichtigt werden. Seit November 2024 wird neben der Bestenliste auch eine ORF KIDS-Bestenliste erstellt.

## 2003
- Mai: Daniel Kehlmann, Ich und Kaminski
  - 2. Platz: Wilhelm Genazino, Eine Frau, eine Wohnung, ein Roman
  - 3. Platz: Sabine Gruber, Die Zumutung
- Juni: Jeffrey Eugenides, Middlesex
- Juli und August: Josef Winkler, Leichnam, seine Familie belauernd
- September: Norbert Gstrein, Das Handwerk des Tötens
- Oktober: Raoul Schrott, Tristan da Cunha oder Die Hälfte der Erde
- November und Dezember: Imre Kertész, Liquidation

## 2004
- Jänner und Februar: Antal Szerb, Reise im Mondlicht
- März: John Updike, Wie war’s wirklich
- April: Karl-Markus Gauß, Die Hundeesser von Svinia
- Mai: Thomas Glavinic, Wie man leben soll
- Juni: Marlene Streeruwitz, Jessica, 30.
- Juli: Richard Powers, Der Klang der Zeit
- August: Lojze Kovačič, Die Zugereisten
- September: Peter Handke, Don Juan (erzählt von ihm selbst)
- Oktober: Martin Pollack, Der Tote im Bunker
- November: Ralf Rothmann, Junges Licht
- Dezember: Friederike Mayröcker, Gesammelte Gedichte

## 2005
- Jänner: Friederike Mayröcker, Gesammelte Gedichte
- Februar: John Updike, Sucht mein Angesicht
- März: Wilhelm Genazino, Die Liebesblödigkeit
- April: Eva Menasse, Vienna
- Mai und Juni: Orhan Pamuk, Schnee
- Juli: Joyce Carol Oates, Ausgesetzt
- August: Fred Wander, Der siebente Brunnen
- September: Ian McEwan, Saturday
- Oktober: Arno Geiger, Es geht uns gut
- November und Dezember: Daniel Kehlmann, Die Vermessung der Welt

## 2006
- Jänner: Margit Schreiner, Buch der Enttäuschungen
- Februar: Ulrich Weinzierl, Hofmannsthal
- März: Margriet de Moor, Sturmflut
- April und Mai: Franz Schuh, Schwere Vorwürfe, schmutzige Wäsche
- Juni: Richard Yates, Elf Arten der Einsamkeit
- Juli: Péter Esterházy, Einführung in die schöne Literatur
- August: Thomas Glavinic, Die Arbeit der Nacht
- September: Paulus Hochgatterer, Die Süße des Lebens
- Oktober: Peter Waterhouse, Krieg und Welt
- November: Christoph Ransmayr, Der fliegende Berg
- Dezember: Imre Kertész, Dossier K.

## 2007
- Jänner: Orhan Pamuk, Istanbul
- Februar: Silvia Bovenschen, Älter werden
- März: Anna Mitgutsch, Zwei Leben und ein Tag
- April und Mai: Karl-Markus Gauß, Zu früh, zu spät
- Juni: Werner Bräunig, Rummelplatz
- Juli: Ilija Trojanow, Nomade auf vier Kontinenten
- August: Richard Ford, Die Lage des Landes
- September: Thomas Glavinic, Das bin doch ich
- Oktober: Michael Köhlmeier, Abendland
- November: Gerhard Roth, Das Alphabet der Zeit
- Dezember: Ferdinand Schmatz, Durchleuchtung

## 2008
- Jänner: Mircea Cartarescu, Die Wissenden
- Februar und März: Peter Handke, Die morawische Nacht
- April: Philip Roth, Exit Ghost
- Mai: Franz Schuh, Memoiren – Ein Interview gegen mich selbst
- Juni: Thomas Pynchon, Gegen den Tag
- Juli: György Dragomán, Der weiße König
- August: Reiner Stach, Kafka. Die Jahre der Erkenntnis
- September und Oktober: Ingeborg Bachmann und Paul Celan, Herzzeit – Briefwechsel
- November: Gerbrand Bakker, Oben ist es still
- Dezember: Aravind Adiga, Der weiße Tiger

## 2009
- Jänner: Juri Andruchowytsch, Geheimnis
- Februar: Thomas Bernhard, Meine Preise
- März: Philip Roth, Empörung
- April: Sibylle Lewitscharoff, Apostoloff
- Mai: Thomas Stangl, Was kommt
- Juni: Cees Nooteboom, Nachts kommen die Füchse
- Juli: Thomas Wolfe, Schau heimwärts, Engel
- August: Gernot Wolfgruber, Auf freiem Fuß
- September: Gerhard Roth, Die Stadt. Entdeckung im Inneren von Wien
- Oktober: Terézia Mora, Der einzige Mann auf dem Kontinent
- November: Herta Müller, Atemschaukel
- Dezember: David Grossman, Eine Frau flieht vor einer Nachricht

## 2010
- Jänner und Februar: Thomas Bernhard und Siegfried Unseld, Der Briefwechsel
- März und April: Arno Geiger, Alles über Sally
- Mai und Juni: Anna Mitgutsch, Wenn du wiederkommst
- Juli: Friederike Mayröcker, ich bin in der Anstalt
- August und September: Karl-Markus Gauß, Im Wald der Metropolen
- Oktober: Jonathan Franzen, Freiheit
- November und Dezember: Peter Handke, Immer noch Sturm

## 2011
- Jänner: Péter Esterházy, Ein Produktionsroman (Zwei Produktionsromane)
- Februar, März und April: Arno Geiger, Der alte König in seinem Exil
- Mai, Juni und Juli: Gerhard Roth, Orkus
- August: Sabine Gruber, Stillbach oder Die Sehnsucht
- September: Josef Haslinger, Jáchymov
- Oktober: Sabine Gruber, Stillbach oder Die Sehnsucht
- November: Eugen Ruge, In Zeiten des abnehmenden Lichts
- Dezember: Edmund de Waal, Der Hase mit den Bernsteinaugen

## 2012
- Jänner und Februar: Julian Barnes, Vom Ende einer Geschichte
- März: Walter Kappacher, Land der roten Steine
- April und Mai: Péter Nádas, Parallelgeschichten
- Juni: Bettina Balàka, Kassiopeia[4]
- Juli: Iwan Gontscharow, Oblomow[5]
- August: Gerhard Roth, Portraits[6]
- September: Vea Kaiser, Blasmusikpop oder Wie die Wissenschaft in die Berge kam[7]
- Oktober: Clemens J. Setz, Indigo[8]
- November: Christoph Ransmayr: Atlas eines ängstlichen Mannes[9]

## 2013
- Jänner: Mark Twain, Meine geheime Autobiographie[10]
- März: Eva Menasse, Quasikristalle[11]
- Mai: Péter Esterházy, Esti[12]
- Juni und Juli: Andrea Winkler, König, Hofnarr und Volk[13]
- August: Fernando Pessoa, Mein Blick ist offen wie eine Sonnenblume...
- September: Karl-Markus Gauß, Das Erste, was ich sah
- Oktober: Terézia Mora, Das Ungeheuer
- November: Thomas Stangl, Regeln des Tanzes
- Dezember: Christoph W. Bauer, In einer Bar unter dem Meer

## 2014
- Jänner und Februar: Wolfgang Herrndorf, Arbeit und Struktur[14]
- März: Antonio Fian, Das Polykrates-Syndrom
- April: Katja Petrowskaja, Vielleicht Esther
- Mai: Krisztina Tóth, Pixel
- Juni: Angelika Reitzer, Wir Erben
- Juli: Erich Hackl, Drei tränenlose Geschichten
- August und September: Marlene Streeruwitz, Nachkommen
- Oktober: Gerhard Roth, Grundriss eines Rätsels
- November und Dezember: Lydia Davis, Kanns nicht und wills nicht

## 2015
- Jänner: Lydia Davis, Kanns nicht und wills nicht
- Februar: Ian McEwan, Kindeswohl
- März: Arno Geiger, Selbstporträt mit Flusspferd
- April: Valerie Fritsch, Winters Garten
- Mai: Péter Esterházy, Die Mantel-und-Degen-Version
- Juni und Juli: Siri Hustvedt, Die gleißende Welt
- August und September: Anna Baar, Die Farbe des Granatapfels
- Oktober: Clemens Setz, Die Stunde zwischen Frau und Gitarre
- November: Karl Ove Knausgård, Mein Kampf (Originaltitel: Min Kamp)
- Dezember: Drago Jančar, Die Nacht, als ich sie sah

## 2016
- Jänner: György Dragomán, Scheiterhaufen
- Februar: Christoph W. Bauer, stromern. gedichte
- März: Hans Platzgumer, Am Rand
- April und Mai: Dževad Karahasan, Der Trost des Nachthimmels
- Juni: Antoine Leiris, Meinen Hass bekommt ihr nicht
- Juli: Ann Cotten, Verbannt!
- August, September und Oktober: Sabine Gruber, Daldossi oder Das Leben des Augenblicks
- November: Teresa Präauer, Oh Schimmi
- Dezember: Christoph Ransmayr, Cox oder Der Lauf der Zeit

## 2017
- Jänner: Terézia Mora, Die Liebe unter Aliens
- Februar: Andrei Platonow, Die Baugrube, aus dem Russischen von Gabriele Leupold
- März: Anna Kim, Die große Heimkehr
- April: Julian Barnes, Der Lärm der Zeit
- Mai und Juni: Brigitta Falkner, Strategien der Wirtsfindung
- Juli: Karl Ove Knausgård, Kämpfen
- August: Oswald Egger, Val di Non
- September: Paulus Hochgatterer, Der Tag, an dem mein Großvater ein Held war
- Oktober: Robert Menasse, Die Hauptstadt
- November: Daniel Kehlmann, Tyll
- Dezember: Peter Handke, Die Obstdiebin

## 2018
- Jänner: Peter Handke, Die Obstdiebin
- Februar und März: Arno Geiger, Unter der Drachenwand
- April: Esther Kinsky, Hain. Geländeroman
- Mai: Norbert Gstrein, Die kommenden Jahre
- Juni und Juli: George Saunders, Lincoln im Bardo
- August und September: Erich Hackl, Am Seil
- Oktober: Michael Köhlmeier, Bruder und Schwester Lenobel
- November und Dezember: Philipp Weiss, Am Weltenrand sitzen die Menschen und lachen

## 2019
- Jänner und Februar: Judith Schalansky, Verzeichnis einiger Verluste
- März: Laura Freudenthaler, Geistergeschichte
- April: Karl-Markus Gauß, Abenteuerlichen Reise durch mein Zimmer
- Mai: Saša Stanišić, Herkunft
- Juni: Undiné Radzevičiūtė, Das Blut ist blau
- Juli: Thomas Stangl, Die Geschichte des Körpers
- August und September: Norbert Gstrein, Als ich jung war
- Oktober: Drago Jančar, Wenn die Liebe ruht
- November und Dezember: Mircea Cărtărescu, Solenoid

## 2020
- Jänner: Olga Tokarczuk, Die Jakobsbücher
- Februar: Sigrid Nunez, Der Freund
- März und April: Monika Helfer, Die Bagage
- Mai: Birgit Birnbacher, Ich an meiner Seite
- Juni: Xaver Bayer, Geschichten mit Marianne
- Juli: Melitta Breznik, Mutter. Chronik eines Abschieds und Zsófia Bán, Weiter atmen
- August: Iris Hanika, Echos Kammern
- September: Lydia Mischkulnig, Die Richterin
- Oktober: Leander Fischer, Die Forelle und Annie Ernaux, Die Scham
- November und Dezember: Clemens J. Setz, Die Bienen und das Unsichtbare

## 2021
- Jänner: Karl-Markus Gauß, Die unaufhörliche Wanderung
- Februar: David Schalko, Bad Regina
- März: Monika Helfer, Vati
- April: Christoph Ransmayr, Der Fallmeister. Eine kurze Geschichte vom Töten
- Mai und Juni: Anna Baar, Nil
- Juli: Mathias Énard, Das Jahresbankett der Totengräber
- August: Ferdinand Schmalz, Mein Lieblingstier heißt Winter
- September: Eva Menasse, Dunkelblum
- Oktober: Alois Hotschnig, Der Silberfuchs meiner Mutter
- November: Jonathan Franzen, Crossroads
- Dezember: László Krasznahorkai, Herscht 07769

## 2022
- Jänner: Abdulrazak Gurnah, Das verlorene Paradies
- Februar: Damon Galgut, Das Versprechen
- März und April: Esther Kinsky, Rombo
- Mai: Imre Kertész: Heimweh nach dem Tod
- Juni: Tomas Venclova: Variation über das Thema Erwachen
- Juli: Gerhard Roth: Die Imker
- August: Rebecca Solnit: Orwells Rosen
- September: Norbert Gstrein: Vier Tage, drei Nächte
- Oktober: Helena Adler: Fretten
- November und Dezember: Robert Menasse: Die Erweiterung

## 2023
- Jänner: Mohamed Mbougar Sarr: Die geheimste Erinnerung der Menschen
- Februar: Arno Geiger: Das glückliche Geheimnis
- März: Clemens J. Setz: Monde vor der Landung
- April: Teresa Präauer: Kochen im falschen Jahrhundert
- Mai und Juni: Karin Peschka: Dschomba
- Juli: Ali Smith: Gefährten
- August und September: Sabine Gruber: Die Dauer der Liebe
- Oktober: Laura Freudenthaler: Arson
- November: Daniel Kehlmann: Lichtspiel
- Dezember: Zadie Smith: Betrug

## 2024
- Jänner: Barbi Marković: Minihorror
- Februar: Marlen Haushofer: Die gesammelten Romane und Erzählungen
- März: Iris Wolff: Lichtungen
- April: Valerie Fritsch: Zitronen
- Mai und Juni: Karl-Markus Gauß: Schiff aus Stein
- Juli und August: Helena Adler: Miserere. Drei Texte
- September: Arno Geiger: Reise nach Laredo
- Oktober: Barbara Zeman: Beteigeuze
- November: Thomas Köck: Chronik der laufenden Entgleisungen
- Dezember: George Saunders: Die kurze und schreckliche Regentschaft von Phil

## 2025
- Jänner: Samantha Harvey: Umlaufbahnen
- Februar: Wolf Haas: Wackelkontakt
- März: Zach Williams: Es werden schöne Tage kommen
- April und Mai: Martin Prinz: Die letzten Tage
- Juni: Verena Stauffer: Kiki Beach
- Juli: Marlene Streeruwitz: Auflösungen
- August: Georgi Gospodinov: Der Gärtner und der Tod

## ORF KIDS-Bestenliste

### 2024
- Dezember: Magda Hassan, Sonja Stang: Sorgenfalter[15]

### 2025
- Jänner: Linda Wolfsgruber: Eine Stadt. Begegnungen.[16]
- Februar: Laura Melina Berling, Karo Oh: Das ultimative Freundschafts-ABC[17]
- März: Bibi Dumon Tak: Regenwurm und Anakonda
- April: Marie Gamillscheg und Anna Süßbauer: Was macht ein Dino im Museum?
- Mai: Lena Frölander-Ulf: Wilma Wildpelz